# Pobiedne (Pobiedne), Djankoi
Pobiedne (în ucraineană Побєдне) este localitatea de reședință a comunei Pobiedne din raionul Djankoi, Republica Autonomă Crimeea, Ucraina.

## Demografie
Componența lingvistică a localității Pobiedne
     Rusă (64,38%)
     Ucraineană (19,58%)
     Tătară crimeeană (14,6%)
     Alte limbi (0,43%)
Conform recensământului din 2001, majoritatea populației localității Pobiedne era vorbitoare de rusă (64,38%), existând în minoritate și vorbitori de ucraineană (19,58%) și tătară crimeeană (14,6%).